# Reiherstieg (Schiff, 2014)
Die Reiherstieg ist ein 2014 gebautes, brückengängiges Flachschiff der Hamburger HADAG-Reederei. Auch wenn die Hadag das Schiff als Typschiff bezeichnet, hat es keine Schwesterschiffe. Einsatzgebiet des Schiffes ist der ÖPNV im Hamburger Hafen, unter anderem die Linie 73 von den St. Pauli-Landungsbrücken zur Ernst-August-Schleuse, wo Brücken zu unterqueren sind.